# Cäsar Galster
Marius Friedrich Cäsar Carl Theodor Galster (12. Januar 1844 in Neustrelitz – 17. Dezember 1917 in Berlin-Halensee) war ein deutscher Theaterschauspieler.

## Leben
Galster, ein Sohn des Schauspielers Carl Galster, wurde bereits als Kinderdarsteller am Thaliatheater eingesetzt. Ursprünglich zum Kaufmann bestimmt, zog es ihn jedoch weiterhin auf die Bühne. 1860 erhielt er seine erste Anstellung in Hamburg.
Von 1862 bis 1868 wirkte er am Viktoriatheater in Berlin, von 1869 bis 1871 am Hoftheater Dresden und von 1871 bis 1874 am Hofburgtheater.
1874 ging er nach Riga, wo er bis zu seinem Abschied am 17. Februar 1898 nahezu 25 Jahre wirkte und sich ins Privatleben zurückzog. Seinen Abschied gab er, wie sein Debüt, als „Ferdinand von Drang“ (Er muß auf's Land, Lustspiel in 3 Akten, von Friedrich Wilhelm Riese).
In Anerkennung seiner Verdienste wurde er zum Ehrenmitglied des Theaters Riga ernannt. Sein letzter Wohnort war Berlin, wo er auch 1917 verstarb.
Seine Geschwister Adele Garsò-Galster, Georgine Galster und Carl Galster waren allesamt ebenfalls Schauspieler.
Verheiratet war er mit der Opernsängerin Livia Eichberger, Tochter des Opernsängers Josef Eichberger senior. Dessen Söhne Wilhelm Eichberger und Josef Eichberger junior, beide ebenfalls Opernsänger, waren seine Schwager.